# Mesochorus zwakhalsi
Mesochorus zwakhalsi là một loài tò vò trong họ Ichneumonidae.